# Oštrozubi morski gušter
Oštrozubi morski gušter (lat. Saurida undosquamis) riba je iz porodice Synodontidae. Od 1995. godine smatra se i ribom Jadranskog mora jer je tada prvi put uhvaćena u Jadranu uz albansku obalu. Oštrozubi morski gušter ima tanko izduženo tijelo, cilindričnog oblika, spljoštnu usku glavu, koja završava oštro. Usta su mu vrlo velika, protežu se do iza očiju, unutar usta ima brojne i oštre zube koji su vidljivi i kada su mu usta zatvorena. Leđna peraja, kao i prsne je kratka, a ima i malu stražnju leđnu perajicu. Repna peraja ima duboki V oblik (račva). Sivo smeđe je boje s 8-10 tamnijih mrlja koje su smještene uzduž bočne pruge. Trbuh mu je svjetliji, krem boje. Prva šipčica u leđnoj peraji i gornja prva šipčica u repnoj peraji imaju nizove tamnih mrljica. Naraste do 50 cm duljine, a hrani se manjim ribama, rakovima i glavonošcima. Živi na pjeskovitom i muljevitom dnu, do dubine od 350 m. Upotrebljava se za ishranu, uglavnom u zemljama zapadne Azije.

## Rasprostranjenost
Oštrozubi morski gušter je lesepsijski migrant, što znači da je u Mediteran stigao prolaskom kroz Sueski kanal. U zapadnom dijelu Indijskog oceana je rijedak, najrasprostranjenijije na njegovom istočnom dijelu, oko Malajskog poluotoka, Filipina, oko dijela Indonezije, te oko Australije. Njegova brojnost i prisutnost u zapadnom dijelu Indijskog oceana je danas upitna, premda njegovo prisustvo u Mediteranu pruža argumente koji ukazuju na tu činjenicu.

## Vanjske poveznice
|  | Wikivrste imaju podatke o taksonu Gušter morski oštrozubi |